# みんなのラヂオ
みんなのラヂオは、栃木放送で2010年4月5日からスタートした、地域密着型番組である。県内各所にサテライトスタジオを設けて放送される。放送は月曜～木曜 13:15～16:00。2011年4月からは火曜日・木曜日のみサテライトスタジオからの放送となり、月曜日・水曜日は栃木放送本社スタジオからの放送となった。

## 放送時間
- 月～木　13:15～16:00

## パーソナリティー
2011年4月からのパーソナリティー
- 月~水　阿久津隆一(栃木放送スタジオから)
- 木　　 矢野健一　(県北サテライトスタジオから)

10年4月~11年3月のパーソナリティー
- 月・火　阿久津隆一(栃木放送本社スタジオから)
- 水 矢野健一（栃木放送那須支社から）
- 木 小暮智　(栃木放送両毛支社から)

アシスタント
- 月 五十嵐幸子
- 火 本田恭子（10年度準ミス日本）
- 水　さとうもとこ・クッキング戦士クックマン
- 木　片柳あかね